# Hermenegildo Galeana, Ocosingo
Hermenegildo Galeana är en ort i Mexiko.   Den ligger i kommunen Ocosingo och delstaten Chiapas, i den sydöstra delen av landet, 800 km öster om huvudstaden Mexico City. Hermenegildo Galeana ligger 1 191 meter över havet och antalet invånare är 210.
Landskapet nära Hermenegildo Galeana är bergigt i sydost och blir kuperat mot nordväst. Runt Hermenegildo Galeana är det ganska glesbefolkat, med 22 invånare per kvadratkilometer. Närmaste större samhälle är El Prado Pacayal, 4,9 km söder om Hermenegildo Galeana. I omgivningarna runt Hermenegildo Galeana växer i huvudsak städsegrön lövskog.